# Bom de Dança - Vol. 2
Bom de Dança - Vol. 2 é o segundo álbum ao vivo e o terceiro DVD da dupla sertaneja Rick & Renner, lançado em 2013. Foi gravado no Via Marquês, em São Paulo, no dia 20 de fevereiro de 2013, com a produção de Rick Sollo e Marquinhos Nascimento.
Como diz o título do álbum, trata-se de uma sequência do álbum Bom de Dança, lançado em 2006, e assim como o projeto original, contém um repertório dançante, com músicas que marcaram a trajetória da dupla, entre elas: "Muleca", "Nóis Tropica, Mas Não Cai", "Ela é Demais" e "Cara de Pau", além de quatro músicas inéditas: "Avisa Lá", "Quase Lá", "Toma, Toma" e "Pão com Ovo", e ainda conta com as participações de Eduardo Costa, Léo Maia, Pablo, Rionegro & Solimões.
Em 2014, foi indicado ao Grammy Latino de Melhor Álbum de Música Sertaneja.

## Faixas
| CD  |                                                                                   |                                                                    |         |  |
| N.º | Título                                                                            | Compositor(es)                                                     | Duração |  |
| 1.  | "Pot-Pourri: Avisa Lá / Paixão de Peão / Nóis Tropica, Mas Não Cai"               | Rick / Victor Henrique; Rick / Marcos Lima; Rick / Alexandre       | 7:21    |  |
| 2.  | "Pot-Pourri: Calundu / Muleca"                                                    | Rick / Monalisa; Waldir Luz / Yonara Nascimento                    | 4:51    |  |
| 3.  | "Pot-Pourri: O Boteco Envenenou / Vida de Cão" (part. Rionegro & Solimões)        | Rick; Rionegro                                                     | 5:31    |  |
| 4.  | "Tira a Roupa" (música incidental: "Enrosca, Enrosca")                            | Rick / João Paulo / Alexandre                                      | 2:26    |  |
| 5.  | "De Bar Em Bar"                                                                   | Rick / Diego Amaro                                                 | 2:33    |  |
| 6.  | "Pot-Pourri: Queima, Queima / Pelos Botecos do Brasil"                            | Rick; Rick                                                         | 5:20    |  |
| 7.  | "Ai Que Gostoso" (part. Pablo)                                                    | Osmair Floriano                                                    | 2:43    |  |
| 8.  | "Baby" (part. Pablo)                                                              | Rick / Alexandre / Elias Muniz                                     | 3:28    |  |
| 9.  | "Pot-Pourri: Bebo Pa Carai / Cê Quer Matar o Tio"                                 | Rick / Pinóchio; Rick / Victor Henrique                            | 6:10    |  |
| 10. | "Pão Com Ovo"                                                                     | Rick / Victor Henrique                                             | 3:05    |  |
| 11. | "Me Segura" (part. Léo Maia)                                                      | Rick / Monalisa                                                    | 3:52    |  |
| 12. | "Pot-Pourri: Ela é Demais / Credencial / Cara de Pau"                             | Elias Muniz; Dedé Badaró / João Gustavo; Alexandre / Roberto Merli | 5:32    |  |
| 13. | "Quase Lá"                                                                        | Rick / Victor Henrique                                             | 2:18    |  |
| 14. | "Pot-Pourri: Eu Sem Você / Quem Chorou Fui Eu / Cachaceiro" (part. Eduardo Costa) | Rick; Rick; Eduardo Costa / Alex / Chico Amado                     | 7:57    |  |
| 15. | "Toma, Toma"                                                                      | Rick / Victor Henrique                                             | 2:27    |  |
| 16. | "Pot-Pourri: Ressaca Braba / Bebedeira / Tema Final"                              | Rick / Rionegro; Rick                                              | 7:39    |  |

| DVD |                                                                                   |                                                                     |         |  |
| N.º | Título                                                                            | Compositor(es)                                                      | Duração |  |
| 1.  | "Pot-Pourri: Avisa Lá / Paixão de Peão / Nóis Tropica, Mas Não Cai"               | Rick / Victor Henrique; Rick / Marcos Lima; Rick / Alexandre        |         |  |
| 2.  | "Pot-Pourri: Calundu / Muleca"                                                    | Rick / Monalisa; Waldir Luz / Yonara Nascimento                     |         |  |
| 3.  | "Pot-Pourri: Eu e o Sabiá / Brega Demais"                                         | Rick / Alexandre; Rick                                              |         |  |
| 4.  | "Pot-Pourri: O Boteco Envenenou / Vida de Cão" (part. Rionegro & Solimões)        | Rick; Rionegro                                                      |         |  |
| 5.  | "Tira a Roupa" (música incidental: "Enrosca, Enrosca")                            | Rick / João Paulo / Alexandre                                       |         |  |
| 6.  | "De Bar Em Bar"                                                                   | Rick / Diego Amaro                                                  |         |  |
| 7.  | "Pot-Pourri: Queima, Queima / Pelos Botecos do Brasil"                            | Rick; Rick                                                          |         |  |
| 8.  | "Ai Que Gostoso" (part. Pablo)                                                    | Osmair Floriano                                                     |         |  |
| 9.  | "Baby" (part. Pablo)                                                              | Rick / Alexandre / Elias Muniz                                      |         |  |
| 10. | "Pot-Pourri: Não Choro Mais / Numa Sala de Reboco / A Vida do Viajante"           | Rick; Luiz Gonzaga / José Marcolino; Luiz Gonzaga / Hervé Cordovil  |         |  |
| 11. | "Pot-Pourri: Bebo Pa Carai / Cê Quer Matar o Tio"                                 | Rick / Pinóchio; Rick / Victor Henrique                             |         |  |
| 12. | "Pão Com Ovo"                                                                     | Rick / Victor Henrique                                              |         |  |
| 13. | "Me Segura" (part. Léo Maia)                                                      | Rick / Monalisa                                                     |         |  |
| 14. | "Pot-Pourri: Ela é Demais / Credencial / Cara de Pau"                             | Elias Muniz; Dedé Badaró / João Gustavo; Alexandre / Roberto Merlim |         |  |
| 15. | "Pot-Pourri: No Escurinho / Peão Que é Peão / Cê Tá Querendo o Quê?"              | Rick; Rick; Rick                                                    |         |  |
| 16. | "Quase Lá"                                                                        | Rick / Victor Henrique                                              |         |  |
| 17. | "Pot-Pourri: Eu Sem Você / Quem Chorou Fui Eu / Cachaceiro" (part. Eduardo Costa) | Rick; Rick; Eduardo Costa / Alex / Chico Amado                      |         |  |
| 18. | "Toma, Toma"                                                                      | Rick / Victor Henrique                                              |         |  |
| 19. | "Pot-Pourri: Ressaca Braba / Bebedeira / Tema Final"                              | Rick / Rionegro; Rick                                               |         |  |